# 駿府城公園
駿府城公園（すんぷじょうこうえん）は、静岡県静岡市葵区に立地する公園（都市基幹公園のうち総合公園）。2012年（平成24年）に駿府公園から改称した。また、同公園の存在する葵区の町名にもなっている。

## 概要
静岡県静岡市葵区駿府城公園1番1号に立地する。駿府城跡地の中堀内を利用して整備された。「巽櫓と家康公の散歩道」で、平成元年度手づくり郷土賞（歴史をいかした街並み）受賞。2006年（平成18年）10月27日に、都市公園法施行50周年等記念事業実行委員会によって日本の歴史公園100選に選ばれた。
2020年東京オリンピックの聖火リレーでセレブレーション会場となった、
聖火ランナーは公募により1万人程度が選ばれた、聖火リレーについて、
組織委員会は
スポンサー企業4社と各都道府県実行委員会が行ったランナー公募に延べ
53万5717件の応募があったと発表した
。

## 特色
駿府城公園は、駿府城の城郭のうち、中堀の内側の旧本丸と二の丸を整備して作られた有料（各広場、発掘情報館きゃっしるは無料）の公園である。公園内には、明治時代に陸軍を誘致した際に埋められた内堀が一部発掘されている。また、富士見広場は公園内で唯一富士山が望める地点であり、その南西角に坤櫓（ひつじさるやぐら）が復元された。他にも、巽櫓（たつみやぐら）や東御門なども復元され、資料館なども設置されている。さらに、徳川家康の像や、家康が植えたと伝えられているミカンなどもある。
駿府城公園は4月初めの静岡まつりや11月初めの大道芸ワールドカップin静岡など、様々なイベントの会場として活用されている。また、災害時などの使用を想定したヘリポート用地が確保されている。

## 名称
本公園は、1949年（昭和24年）に「中央公園」として整備計画が策定され、1951年（昭和26年）に市民アンケートにより「駿府公園」と命名され、1966年（昭和41年）には地名も追手町から分離し「駿府公園」として新設、住居表示。2012年（平成24年）4月1日に公園と町名が「駿府城公園」へと改称された。

## 施設
駿府城公園内に存在する施設は、開園当初からすべて揃っていたわけではなく、段階的に整備が続けられてきた。
例えば、静岡市の市制100周年記念事業として地方博覧会「SUNPU博'89」が開催された1989年（平成元年）に、二の丸東南角に巽櫓（たつみやぐら）が復元された。また、1996年（平成8年）には東御門が復元された。巽櫓も東御門も、それぞれ伝統工法による本建築で復元されており、内部は資料館として公開されている。2001年（平成13年）秋に紅葉山庭園も整備された。加えて2014年（平成26年）には南西角に坤櫓（ひつじさるやぐら）が復元された。
なお、1957年（昭和32年）10月に公園内に「静岡県児童会館」が設置され、1973年（昭和48年）に静岡市への移管に伴い「静岡市立児童会館」に改称された児童会館は、老朽化を理由として、2004年（平成16年）に静岡駅南口再開発ビル（エスパティオ）へと移転し、静岡科学館「る・く・る」として再出発した。

## 施設・遊具
- 東御門
- 巽櫓
- 紅葉山庭園
  - 茶室（雲海、静月庵）
- 家康公銅像
- 家康公お手植えみかん
- 学徒慰霊碑「やすらぎの塔」 - 1958年建立、2001年の地震で立像部分が破損し台座を残して撤去されている[14]。
- 車椅子対応トイレ
- 児童遊園

## ギャラリー

戦争犠牲者を追悼するため園内に建立された『とこしえ』[15]
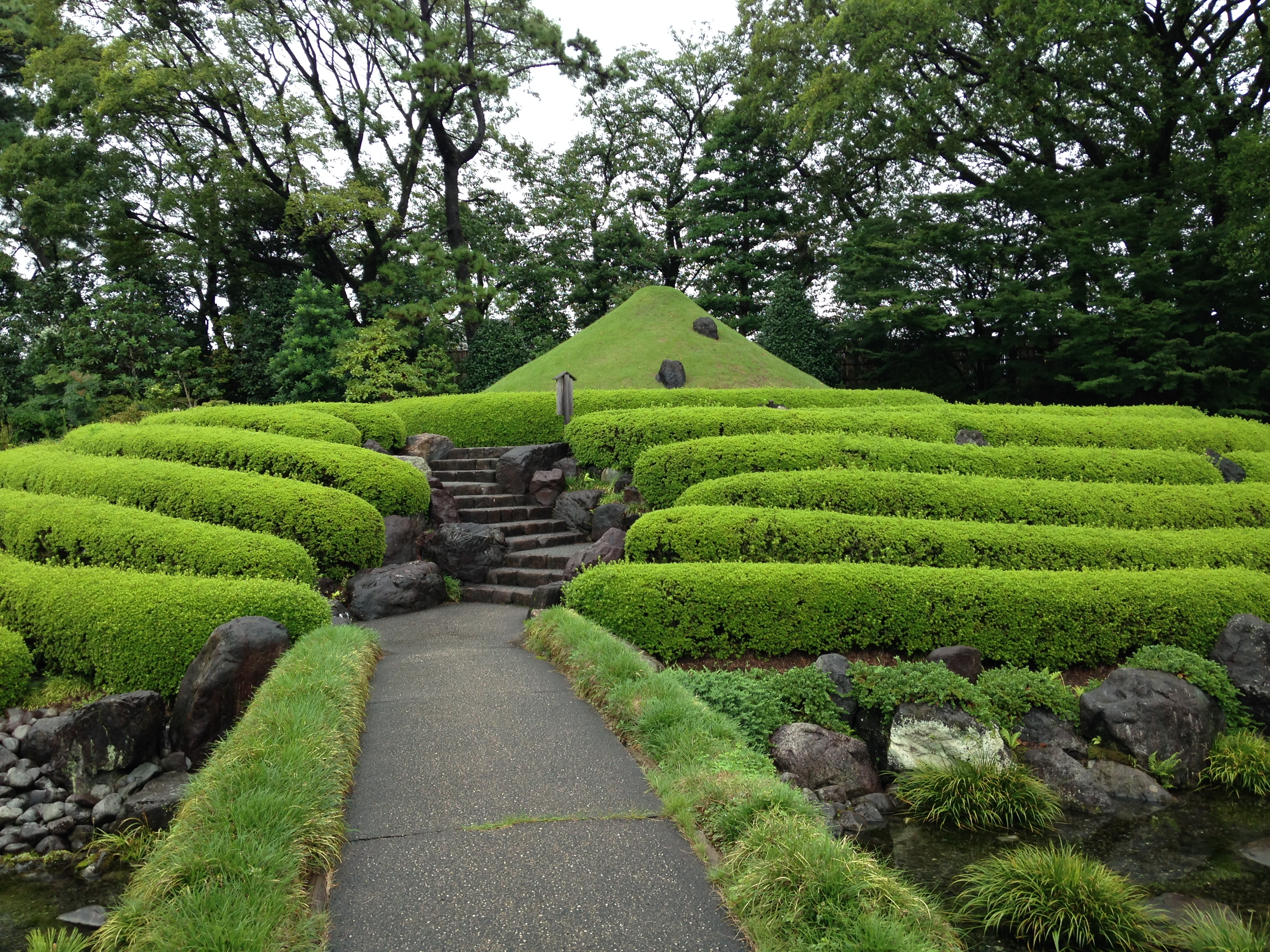
紅葉山庭園の築山
『鷹狩り姿の徳川家康公之像』（堤達男作）
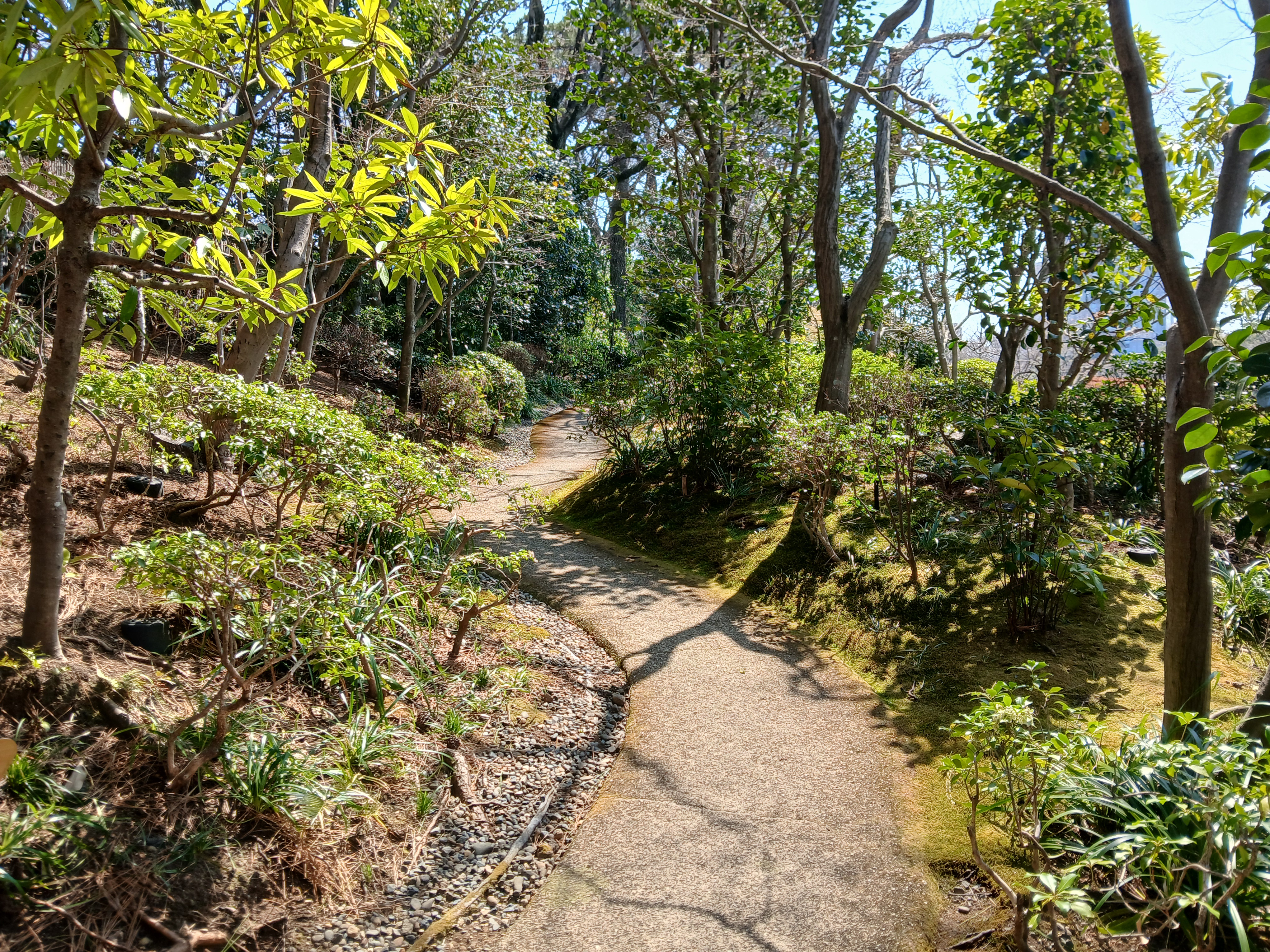
紅葉山庭園の道

## 参考資料
- 駿府城公園の整備について